# بولينا تسورسكايا
بولينا إيغورنا تسورسكايا (الروسية:Полина Игоревна Цурская ، من مواليد 11 يوليو 2001) لاعبة تزلج روسية تنافس في فردي السيدات. حصلت على الميدالية الذهبية في دورة الألعاب الأولمبية الشتوية 2016. وهي أيضًا صاحبة الميدالية البرونزية في بطولة كأس إن إتش كي لعام 2017 وعلى مستوى الناشئين ، بطلة ناشونال روسي الوطنية لعام 2016. 

## نشأتها
ولدت بولينا إيغوريفنا تسورسكايا في 11 يوليو 2001 في أومسك، روسيا. لديها شقيق أكبر منها يدعى إيغور يكبرها بتسع سنوات. انتقلت إلى موسكو في عام 2013.

## روابط خارجية
- بولينا تسورسكايا في الاتحاد الدولي للتزلج
- بولينا تسورسكايا على إنستغرام